# Shahr-e Sukhteh
Shahr-e Sukhteh (tiếng Ba Tư: شهر سوخته, nghĩa là "Thành phố bị cháy"), cũng đánh vần là Shahr-e Sūkhté và Shahr-i Shōkhta, là một địa điểm khảo cổ của một đô thị khá lớn thời đại đồ đồng, gắn với văn hóa Jiroft. Nó nằm tại tỉnh Sistan và Baluchestan, phía đông nam Iran, bên bờ sông Helmand, gần đường Zahedan-Zabol. Nó được UNESCO công nhận là Di sản thế giới từ năm 2014.
Những lý do cho sự lên xuống bất thường của Thành phố bị cháy vẫn còn bao trùm trong bí ẩn. Các cổ vật được phục hồi từ thành phố cho thấy sự bất nhất kỳ lạ với các nền văn minh gần đó và người ta đã suy đoán rằng, Shahr-e-Sukhteh có thể cung cấp bằng chứng cụ thể về một nền văn minh ở phía đông Ba Tư thời tiền sử, độc lập với Lưỡng Hà cổ đại.

## Khảo cổ học
Với diện tích 151 hecta, đây là một trong những thành phố lớn nhất thế giới vào buổi sớm của kỷ nguyên đô thị. Ở phía tây của khu vực là một nghĩa địa rộng 25 hecta, chứa từ 25.000 đến 40.000 ngôi mộ cổ. Khu định cư xuất hiện vào khoảng năm 3.200 TCN. Thành phố có bốn giai đoạn văn minh và đã bị thiêu rụi ba lần trước khi bị bỏ rơi vào năm 1800 TCN. Các giai đoạn từ I đến IV gồm: 3200–2800 TCN, 2800–2500 TCN, 2500–2300 TCN, 2300–2100 TCN.
Nó được phát hiện vào đầu những năm 1900 bởi nhà khảo cổ học Aurel Stein. Bắt đầu từ năm 1967, địa điểm này đã được khai quật bởi nhóm tới từ Viện Ý về Châu Phi và phương Đông (IsIAO) dưới sự chỉ đạo của Maurizio Tosi. Công việc kéo dài cho đến năm 1978. Công việc sau đó được lối lại bởi Tổ chức Du lịch và Di sản Văn hóa Iran dưới sự chỉ đạo của SMS Sajjadi. Những khám phá mới theo thời gian tiếp tục được báo cáo.
Hầu hết các phát hiện là vào thời kỳ từ năm 2700-2300 TCN. Các khám phá chỉ ra rằng, thành phố này là một trung tâm của các tuyến giao dịch kết nối Lưỡng Hà và Iran với các nền văn minh Trung Á, Ấn Độ, và xa hơn nữa như Trung Quốc.
Trong giai đoạn I, Shahr-e Sukhteh đã cho thấy mối liên hệ chặt chẽ với các địa điểm khảo cổ ở miền nam Turkmenistan, Kandahar của Afghanistan, thung lũng Quetta và Bampur ở Iran. Ngoài ra, nó cũng có các mối liên kết với các thành phố Proto-Elamite của Ḵuzestān và Fārs. Giai đoạn II, thành phố cũng đã có sự liên lạc với các thành phố tiền Harappan của văn minh lưu vực sông Ấn, và các liên hệ với thung lũng Bampur vẫn tiếp tục. Shahdad là một địa điểm khảo cổ học lớn khác có liên quan đến thành phố. Có khoảng 900 địa điểm thời đại đồ đồng được ghi nhận ở bồn địa Sistan, khu vực sa mạc giữa Afghanistan và Pakistan.

## Hình ảnh

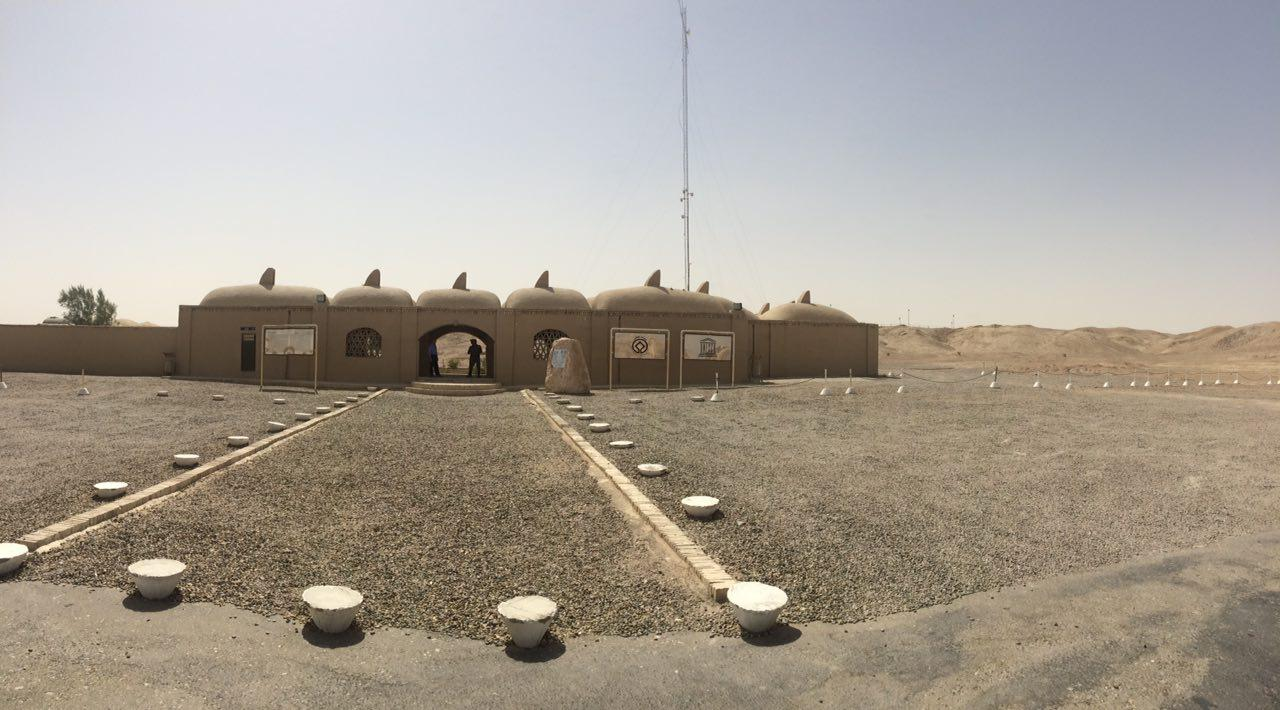
Cổng vào thành phố
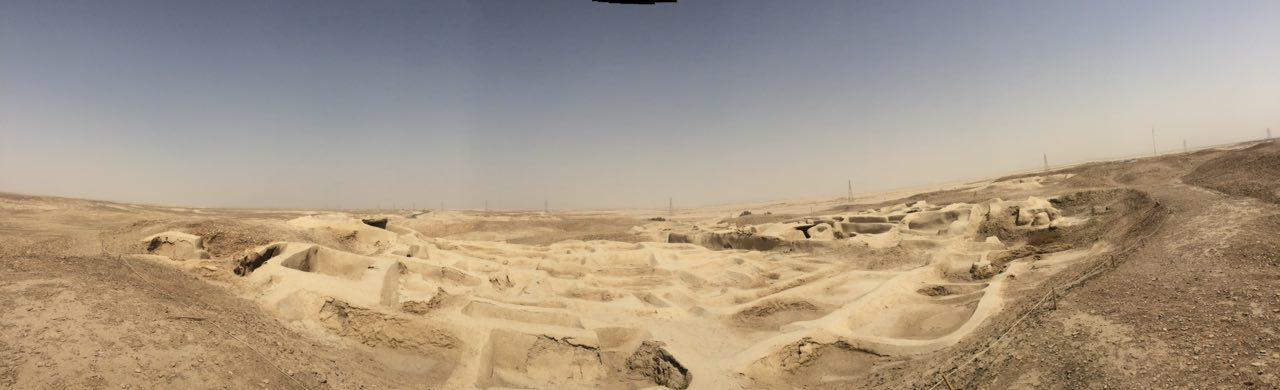
Khu dân cư phía đông của Shahr-e Sukhteh
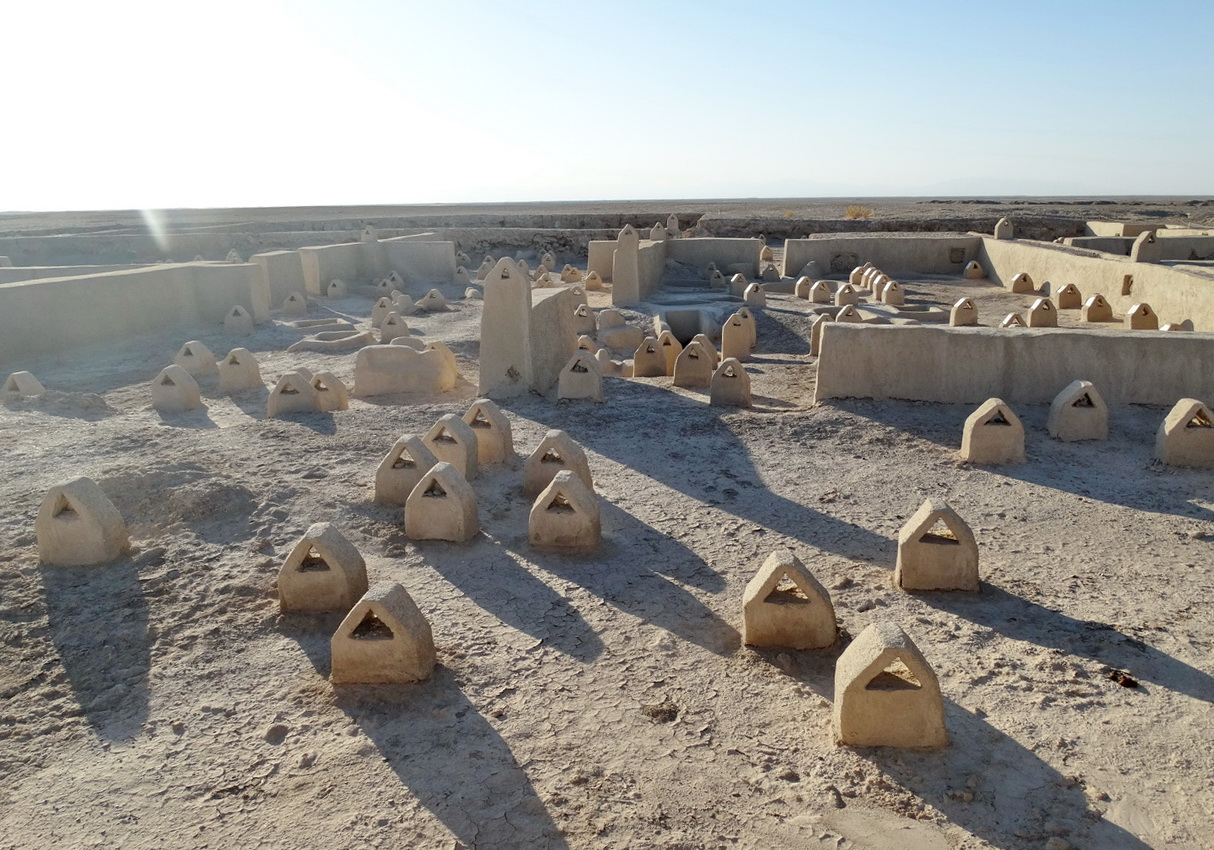
Nghĩa địa tại Shahr-e Sukhteh
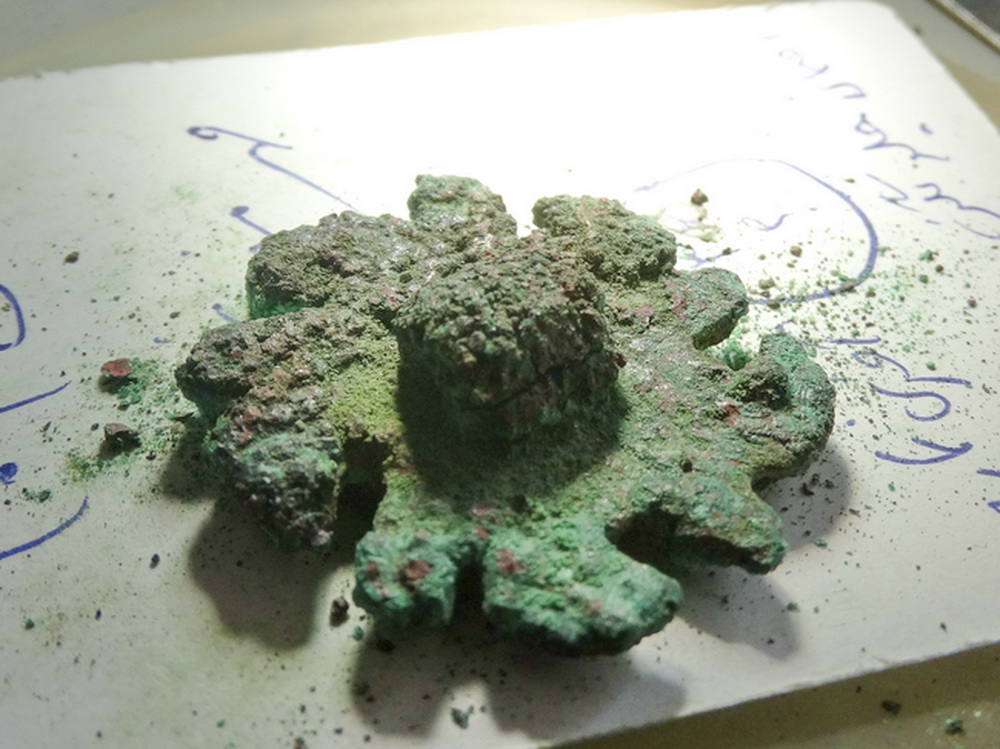
Con dấu cổ 5.000 năm được phát hiện tại thành phố